# Dème de la ville sainte de Missolonghi
Le dème de la ville sainte de Missolonghi, en grec moderne : Δήμος Ιεράς Πόλεως Μεσολογγίου / Dímos Ierás Póleos Mesologgíou, est un dème du district régional d'Étolie-Acarnanie, en Grèce-Occidentale. 
Il comprend les anciens dèmes d'Etolikó, de Missolonghi et d'Œniadæ.
Selon le recensement de 2011, la population du dème compte 18 482 habitants.